# Pirque
Pirque est une commune du Chili, située dans la province de Cordillera et la région métropolitaine de Santiago.

## Géographie

Localisation de Pirque (en rouge) au sein de la région métropolitaine de Santiago.

La commune s'étend sur 445,3 km2 au sud-est de la région métropolitaine de Santiago, sur un territoire de plaine à l'ouest et qui s'étend sur les contreforts des Andes à l'est. Elle est limitée au nord par le cours du Maipo et traversée par son affluent le Clarillo.
Les secteurs urbanisés du nord de celle-ci, situés à environ 20 km du centre de la capitale, sont considérés par l'Institut national des statistiques comme faisant partie de la conurbation du Grand Santiago.

## Histoire
L'histoire de Pirque, après la conquête de Santiago par les Espagnols, remonte à la création de chacune des haciendas qui correspondent aux secteurs actuels de la commune. Au début les terres étaient destinées au bétail, mais elles finirent rapidement par être semées avec des céréales. Avec la construction du canal « la Sirena », en 1834, ordonnée par don Ramón Subercaseaux, Pirque perdit son aspect désertique initial et ce serait son gendre, don Melchor de Concha y Toro, qui aurait apporté à Pirque son activité viticole.
Pirque est administrée comme une sous-délégation de la commune de Buin à partir de 1887, avant d'être érigée en commune par un décret du 22 décembre 1925. Supprimée en 1930 et rattachée à la commune de Puente Alto, elle est recréée le 25 août 1933. Elle fait partie du département de Santiago de 1929 à 1958, puis à celui de Puente Alto jusqu'en 1979, quand est créée la province de Cordillera. 

## Population et société

### Démographie
La population s'élevait à 26 621 habitants en 2017.

## Politique et administration
La commune est dirigée par un maire et six conseillers élus pour un mandat de quatre ans. Les dernières élections ont eu lieu les 26 et 27 octobre 2024. 
| Période                                  | Période         | Identité                          | Étiquette | Qualité |
| ---------------------------------------- | --------------- | --------------------------------- | --------- | ------- |
| Les données manquantes sont à compléter. |                 |                                   |           |         |
| 26 septembre 1992                        | 6 décembre 2000 | Manuel José Ossandón (es)         | RN        |         |
| 6 décembre 2000                          | 6 décembre 2004 | Alejandro Rosales Peña            | Ind.      |         |
| 6 décembre 2004                          | 6 décembre 2008 | Jaime Escudero Ramos              | PPD       |         |
| 6 décembre 2008                          | 28 juin 2021    | Cristián Balmaceda Undurraga (es) | Ind.      |         |
| 28 juin 2021                             | 6 décembre 2024 | Sebastián López                   | Ind.      |         |
| 6 décembre 2024                          | en fonction     | Jaime Escudero Ramos              | Ind.      |         |